# Torrey Peters
Torrey Peters (née en juillet 1981) est une autrice américaine,. Elle connait un succès tant critique que public avec la parution, en 2021, de son premier roman édité, Detransition, Baby,. Ce dernier est ainsi notamment nommé pour le Women's Prize for Fiction.

## Enfance et formation
Torrey Peters nait à Evanston, dans l'Illinois, d'un père professeur et d'une mère avocate.
Elle grandit à Chicago, avant de partir ensuite étudier à Hampshire College, dans le Massachusetts. Elle est également titulaire d'un Master of Fine Arts de l'Université de l'Iowa, ainsi que d'un Master of Arts en littérature comparée de Dartmouth College,.

## Œuvre
Les deux premières novellas de Torrey Peters, The Masker et Infect Your Friends and Loved Ones, paraissent en 2016. Tandis que la première raconte l'histoire d'une personne qui envisage de transitionner, la seconde suit Lex, la femme à l'origine de l'épidémie ayant rendu impossible la production d'hormones sexuelles chez tous les êtres humains dans un futur dystopique. À l'origine autopubliées, The Masker et Infect Your Friends and Loved Ones étaient censées reparaitre en 2022 dans un recueil chez Random House, aux côtés de deux autres novellas inédites.
En 2018 parait Glamour Boutique, dans laquelle Torrey Peters raconte un rendez-vous dans une boutique de travestis.
Le recueil de nouvelles Stag Dance paraît le 11 mars 2025 aux États-Unis.

### Detransition, Baby
Detransition, Baby, le premier roman de Torrey Peters, parait en 2021 chez Penguin Random House Profile Books. Il met en scène Ames, qui, persuadé jusqu'alors d'être stérile du fait de sa transition passée, apprend que sa patronne, Katrina, est enceinte de lui. À la suite de cette nouvelle, Ames décide de reprendre contact avec son ex, Reese, une autre femme trans, afin de lui proposer d'élever le futur enfant avec eux,. Abordant les sujets du genre, de la parentalité et de l'amour, le roman est salué par la critique,.
Ainsi, Detransition, Baby est nommé pour le Women's Prize for Fiction 2021, faisant de Torrey Peters la première femme ouvertement trans à concourir pour le prix. À la suite de cette décision, plusieurs personnalités rédigent une lettre ouverte affirmant que, dans la mesure où elle n'est pas une femme mais "un homme", Torrey Peters ne devrait pas être éligible au prix . Si l'on trouve parmi les signataires l'écrivaine Ophelia Benson et la militante écologiste Rebecca Lush, les noms de plusieurs écrivaines depuis longtemps décédées (Emily Dickinson, Willa Cather) apparaissent également. En réponse, d'autres autrices, parmi lesquelles Melinda Salisbury, Joanne Harris et Naoise Dolan (elle aussi nommée pour le prix), ont dénoncé cette lettre ouverte et apporté leur soutien à Torrey Peters. De son côté, le comité organisateur du Women's Prize for Fiction a publié un communiqué, dénonçant également la lettre ouverte et défendant par ailleurs sa décision de nommer le livre de Torrey Peters,.
Detransition, Baby parait en français en 2022, chez Libertalia.

## Vie privée
Torrey Peters fait son coming out trans à l'âge de 26 ans. Quatre ans plus tard, elle commence à prendre des hormones afin de transitionner physiquement.
Torrey Peters épouse Olive Minor en 2009. Elles s'installent ensuite toutes les deux à Kampala, la capitale de l'Ouganda, où Olive Minor réalise une étude ethnographique sur le seul bar lesbien du pays, dans un contexte où un projet de loi anti-homosexualité est débattu. Incapable là de transitionner, Torrey Peters quitte le pays un an plus tard, alors que sa compagne n'a pas terminé son doctorat. Les deux divorcent en 2015, tout en restant amies proches,,. Torrey Peters se marie pour la seconde fois avec une femme en septembre 2021.

## Œuvre

### Roman
- Detransition, Baby, Penguin Random House Profile Books, 2021 ; trad. en français par Lena Lambla-Kerveillant, 2022, Libertalia,  (ISBN 978-2-37-729-273-8)

### Nouvelles
- Stag Dance, Penguin Random House Profile Books, 2025  (ISBN 978-0-59-359-564-0) (contient les histoires Stag Dance, The Masker, The Chaser et Infect Your Friends and Loved Ones).

- Glamour Boutique